# Leucochrysa (Nodita) clepsydra
Leucochrysa (Nodita) clepsydra is een insect uit de familie van de gaasvliegen (Chrysopidae), die tot de orde netvleugeligen (Neuroptera) behoort. 
Leucochrysa (Nodita) clepsydra is voor het eerst wetenschappelijk beschreven door Banks in 1918.